# Uniramidesmus dentatus
Uniramidesmus dentatus är en mångfotingart som beskrevs av Mikhaljova 1979. Uniramidesmus dentatus ingår i släktet Uniramidesmus och familjen plattdubbelfotingar. Inga underarter finns listade i Catalogue of Life.